# Homme et femme devant un tas d'excrément
Homme et femme devant un tas d'excrément est une peinture à l'huile sur cuivre réalisée par Joan Miró entre le 15 et le 22 octobre 1935. L’œuvre est fait actuellement partie de la collection permanente de la Fondation Joan-Miró à Barcelone et a été obtenue grâce à une donation de Pilar Juncosa de Miró,.

## Histoire
Pendant l'année 1934, différents événements sociaux eurent lieu. Ils dégradèrent la situation politique et politisèrent la vie publique espagnole. Cette situation, préludes de changements éminents, affecta l'artiste qui peignit cette œuvre.

« Inconsciemment, je vivais l'atmosphère de malaise qui caractérisent des moments où quelque chose de grave va fatalement se passer. C'est comme avant la pluie : la tête lourde, mal aux os et une humidité asphyxiante. C'était un malaise plus physique que moral. Je pressentais une catastrophe et ne savais pas laquelle : ç'ont été les guerres civile espagnole et mondiale. J'ai essayé de représenter cette ambiance tragique qui me torturait et que je sentais au fond de moi. »

— Joan Miró

## Description
Sur un puissant clair-obscur, cette peinture représente un homme et une femme semblant étendre les bras pour se rapprocher sans arriver à avoir un quelconque contact. les deux figures ont des formes extravagantes, avec des organes génitaux démesurés. L'excrément apparaît au fond de l'œuvre, à droite, érigée comme un monument,.

### Peinture sauvage
Homme et femme devant un tas d'excrément est l'une des œuvres qui font partie de la série nommée par Miro peinture sauvages. Peintes sur cuivres ou sur masonite, elles représentent la réponse de l'artiste aux révoltes à venir et aux futurs désastres de la guerre d'Espagne alors que la société espagnole se polarisait entre 1934 et 1935. La série complète est un ensemble d'œuvres de petits formats, faites avec six peintures à l'huile sur cuivre et six autres sur masonite.

### Titre
Le titre de l'œuvre provient des paroles de Rembrandt qui obsédaient Miro. Elles trouvent leur traduction plastique sur la partie droite de la composition. Rembrandt assurait que « dans le fumier on trouve des rubis et des émeraudes ».

## Expositions majeures
- 1968 - Museum of Modern Art, New York
- 1968 - Fondation Maeght, Saint-Paul-de-Vence
- 1969 - Haus der Kunst, Munich
- 1972 - Liljevalchs Konsthall, Stockholm
- 1974 - Grand Palais, Paris
- 1978 - Sa Llotja, ville de Majorque
- 1978 - Musée de Arts Contemporains, Madrid
- 1980 - Palais Velázquez, Madrid
- 1981 - Castello Sforzesco, Milan
- 1982 - Édimbourg, Scottish National Portrait Gallery
- 1986 - Hayward Gallery, Londres
- 1986 - Kunsthaus, Zurich
- 1987 - Palais de la Virreina, Barcelone[7]
- 2011 - Fondation Joan Miró, Barcelone[8]